# Kuttampuzha
Kuttampuzha är en ort i Indien.   Den ligger i distriktet Idukki och delstaten Kerala, i den södra delen av landet, 2 100 km söder om huvudstaden New Delhi. Kuttampuzha ligger 68 meter över havet och antalet invånare är 25 436.
Terrängen runt Kuttampuzha är kuperad. Runt Kuttampuzha är det ganska tätbefolkat, med 104 invånare per kvadratkilometer. Närmaste större samhälle är Kotamangalam, 15,2 km sydväst om Kuttampuzha. I omgivningarna runt Kuttampuzha växer i huvudsak städsegrön lövskog.